# ساحیل
ساحیل (به عربی: ساحل) یک منطقهٔ مسکونی در عربستان سعودی است که در استان عسیر واقع شده‌است.

## خصوصیات
ساحیل ۵٬۰۰۰ نفر جمعیت دارد و ۳۸۹ متر بالاتر از سطح دریا واقع شده‌است.